# Rhadinus laurae
Rhadinus laurae là một loài ruồi trong họ Asilidae. Rhadinus laurae được Bezzi miêu tả năm 1922. Loài này phân bố ở vùng Cổ Bắc giới.